# 王淑妃 (明仁宗)
貞惠淑妃，亦稱為王淑妃（?—1425年），王能之姐，明朝明仁宗朱高熾之妃，王麗妃的同父姐妹。

## 生平
目前並不清楚王氏的出生及入宮時間，僅知她應為東宮侍妾。永樂二十二年十月初八日（1424年10月29日），剛即位的明仁宗冊立張氏為皇后，並且冊封郭氏為貴妃，李氏為賢妃，趙氏為惠妃，王氏為淑妃，王氏為昭容。淑妃冊文曰：
朕祗紹鴻圖，恭思化本，先聖所訓，為國必始于家，王政之經，治內以及乎外。肇正中宮之位，宜崇貳佐之賢。咨尔王氏，早以名家，選嬪予室，靜貞秉德，動循珩珮之和，恭慎率身，不忘圖史之戒。朕愜関睢樂德之意，尔有鷄鳴相成之心。俾膺褕翟之榮，以進軒龍之副，特封尒為淑妃。統四海而宣內治，益隆輔助之誠；率九御以副母儀，尚佇徽猷之懋。惟謙以育德，惟善以裕躬，惟順以恊睦宗姻，惟敬以相承禋祀。永綏寵祿，光我訓詞，欽哉。
洪熙元年五月十二日（1425年5月29日），明仁宗駕崩。同年七月初二日（1425年7月16日），剛即位的明宣宗朱瞻基追謚皇庶母貴妃郭氏曰「恭肅」，淑妃王氏曰「貞惠」，麗妃王氏曰「惠安」，順妃譚氏曰「恭僖」，充妃黃氏曰「恭靖」。由此可知，王淑妃、王麗妃姐妹殉葬而死，死後分別被賜謚為貞惠淑妃、惠安麗妃。王淑妃等人的死因待考，但有可能是被縊死的。根據《朝鮮王朝實錄》的記載，明成祖朱棣駕崩後，首先在庭院中為三十多位隨葬宮人提供飲食，然後將她們帶到殿堂，讓她們站在小木床上，將頭套入繩圈，隨後便撤去木床縊死。